# سرطان كماني غالاباغوسي
سرطان كماني غالاباغوسي (الاسم العلمي: Uca galapagensis) هو نوع من الحيوانات يتبع جنس السرطان الكماني من فصيلة السرطانات الشبحية.